# Бедоші
Бедоші (рум. Bădoși) — село у повіті Долж в Румунії. Входить до складу комуни Братовоєшть.
Село розташоване на відстані 178 км на захід від Бухареста, 20 км на південь від Крайови.

## Населення
За даними перепису населення 2002 року у селі проживали 1004 особи. Усі жителі села рідною мовою назвали румунську.
Національний склад населення села:
| Національність | Кількість осіб | Відсоток |
| -------------- | -------------- | -------- |
| румуни         | 953            | 94,9%    |
| цигани         | 51             | 5,1%     |